# Kenji Ōshiba
Kenji Ōshiba (jap. 大柴 健二, Ōshiba Kenji; * 19. November 1973 in der Präfektur Yamanashi) ist ein ehemaliger japanischer Fußballspieler.

## Karriere
Ōshiba erlernte das Fußballspielen in der Schulmannschaft der Tokai University Kofu High School und der Universitätsmannschaft der Kokushikan-Universität. Seinen ersten Vertrag unterschrieb er 1996 bei den Urawa Red Diamonds. Der Verein spielte in der höchsten Liga des Landes, der J1 League. Am Ende der Saison 1999 stieg der Verein in die J2 League ab. Für den Verein absolvierte er 124 Spiele. 2001 wechselte er zum Erstligisten Cerezo Osaka. Am Ende der Saison 2001 stieg der Verein in die J2 League ab. 2001 erreichte er das Finale des Kaiserpokals. Für den Verein absolvierte er 34 Spiele. Im August 2002 wechselte er zum Erstligisten Kashiwa Reysol. 2003 wechselte er zum Zweitligisten Yokohama FC. Im Juli 2003 beendete er seine Karriere als Fußballspieler.

## Erfolge
Cerezo Osaka
- Kaiserpokal

Finalist: 2001